# مايك نيس
مايك نيس (بالإنجليزية: Mike Ness)‏ هو مغني ومغن مؤلف وعازف قيثارة وموسيقي أمريكي، ولد في 3 أبريل 1962 في لين في الولايات المتحدة.

## وصلات خارجية
- الموقع الرسمي
- مايك نيس على موقع IMDb (الإنجليزية)
- مايك نيس على موقع ميوزك برينز (الإنجليزية)
- مايك نيس على موقع إن إن دي بي (الإنجليزية)
- مايك نيس على موقع أول ميوزيك (الإنجليزية)
- مايك نيس على موقع ديسكوغز (الإنجليزية)
- مايك نيس على موقع قاعدة بيانات الفيلم (الإنجليزية)